# 柿溪乡
柿溪乡，是中华人民共和国湖南省怀化市辰溪县下辖的一个乡镇级行政单位。

## 行政区划
柿溪乡下辖以下地区：
溪口村、曾家冲村、付家湾村、柳溪村、寨上村、观音阁村、刘家湾村、稠木湾村、坡下田村、纱帽坪村、园湾村、石山关村、分庄脑村、牛儿岩村、桃田坳村、卢家湾村和向家湾村。